# Маклеллан, Дэвид
Дэ́вид (Дэйв) Макле́ллан (англ. David (Dave) McLellan, родился 10 января 1970 года) — шотландский бывший профессиональный снукерист.

## Карьера
Стал профессионалом и попал в мэйн-тур в 1991 году. Маклеллан несколько раз выходил в финальные стадии различных рейтинговых турниров, а в 1997 в единственный раз в карьере вышел в финальную стадию чемпионата мира, но в 1/16-й проиграл Стиву Дэвису со счётом 2:10. В ноябре 2000 года сделал максимальный брейк на турнире Benson & Hedges Championship. В 2002 году был финалистом чемпионата Европы и победителем чемпионата Шотландии.